# Lista avioanelor și elicopterelor militare ale Uniunii Sovietice și ale CSI
Aceasta este o Listă a avioanelor și elicopterelor militare ale Uniunii Sovietice și ale CSI (Comunitatea Statelor Independente) care includ avioane experimentale și prototipuri, și tipuri operaționale indiferent de eră.
Lista include de asemenea avioane proiectate în URSS, proiecte străine sau avioane străine care au servit în aviația militară a URSS.

## Avioane de vânătoare
| Avioane de vânătoare       |             |                            |                        | |
| Alekseev                   |             |                            |                        | |
| Nume avion                 | Total       | În serviciu                | Nume NATO              | Observații |
| I-21/211/215               | 3           | -                          | -                      | * |
| Grigorovici                |             |                            |                        | |
| Nume avion                 | Total       | În serviciu                | Nume NATO              | Observații |
| I-1                        | 1           | -                          | -                      | * |
| I-2 & I-2bis               | 211         | 1924-?                     | -                      | * |
| DI-3                       | 1           | -                          | -                      | * |
| I-Z                        | 73          | 1933-1936                  | -                      | * |
| IP-1                       | 91 ca.      | 1936-1940                  | -                      | |
| Iliușin                    |             |                            |                        | |
| Nume avion                 | Total       | În serviciu                | Nume NATO              | Observații |
| I-21                       | 2           | -                          | -                      | * |
| Lavocikin-Gorbunov-Goudkov |             |                            |                        | |
| Nume avion                 | Total       | În serviciu                | Nume NATO              | Observații |
| LaGG-1                     | c.100       | 1940-1945?                 | -                      | * |
| LaGG-3                     | 6.258       | 1940?-1945                 | -                      | Produs în 66 exemplare. |
| Lavocikin                  |             |                            |                        | |
| Nume avion                 | Total       | În serviciu                | Nume NATO              | Observații |
| La-5 "Lavocika"            | 9.920       | 1942-sf. anilor 1940       | -                      | Variantele includ versiune avion de antrenament dedicat La-5UTI. |
| La-7                       | 5.753       | 1944-                      | Fin                    | Include avionul de antrenament La-7UTI. |
| La-9                       | 1.559-1.895 | 1946-                      | Fritz                  | Include avionul de antrenament cu două locuri La-9UTI. |
| La-11                      | 1.182       | 1948-                      | Fang                   | * |
| La-15                      | 235         | 1949-1954                  | Fantail                | |
| Mikoian-Gurevici           |             |                            |                        | |
| Nume avion                 | Total       | În serviciu                | Nume NATO              | Observații |
| MiG-1                      | 100         | 1940-                      | -                      | |
| MiG-3                      | 3.120       | 1941-1945                  | -                      | Producția totală include originalul, "MiG-9", antrenat de elice (a nu se confunda cu avionul de vânătoare cu reacție MiG-9 'Fargo' ).                                                              |
| MiG-9                      | 550         | 1946-                      | Fargo                  | Include avionul de antrenament MiG-9UTI cu două locuri. |
| I-250 (N)                  | 10-20       | -                          | -                      | numit și "MiG-13". |
| MiG-15                     | c.12.000    | 1949-                      | Fagot                  | Include avionul de antrenament MiG-15UTI Midget, . |
| MiG-17                     | 10.000      | 1952-1970                  | Fresco                 | Au fost produse în total câteva mii. |
| MiG-19                     | c.8.500     | 1955-                      | Farmer                 | Producția totală include și exemplarele fabricate sub licență de alte țări. |
| MiG-21                     | > 10.000    | 1959-                      | Fishbed                | Variante include MiG-21U 'Mongol' avion de antrenament; producția include și exemplarele fabricate sub licență de alte țări.                                                                       |
| MiG-23                     | c.5.000     | 1970-                      | Flogger                | Varianta de atac la sol a primit codul MiG-27. |
| I-75                       | 1           | -                          | ?                      | Prototip interceptor; program oprit în favoarea lui Suhoi T-43 (care apoi a devenit Su-9). |
| MiG-25P                    | 1,190       | 1972-2007                  | Foxbat                 | Include avioanele de antrenament MiG-25PU și MiG-25RU. |
| MiG-27                     | 1.070       | 1975-                      | Flogger D/J            | |
| MiG-29                     | 1.600+      | 1983-                      | Fulcrum                | Include avionul de antrenament MiG-29UB. |
| MiG-31                     | c.500       | 1982-                      | Foxhound               | Interceptor supersonic. |
| MiG-33                     | -           | -                          | Fulcrum E              | Nume de "marketing" pentru MiG-29M. |
| MiG-35                     | -           | -                          | Fulcrum F              | Prototip avansat al lui MiG-29, încorporând elemente ale MiG-29M/M2, MiG-29K și MiG-29OVT; a fost oferit pentru export Indiei.                                                                     |
| MiG LMFS 1.27              | -           | -                          |                        | Liogkiy Mnogofunktsionalniy Frontovoi Samolyet (Avion Frontal Multifuncțional), continuarea programului LFS. Se așteaptă să fie avion ușor, cu un motor, de generația a 5-a cu capacitate stealth. |
| Ye-152A                    | 1           | 1960-1965                  | Flipper                | Varianta finală și cea mai evoluată a familiei avioanelor MiG-21. |
| Polikarpov                 |             |                            |                        | |
| Nume avion                 | Total       | În serviciu                | Nume NATO              | Observații |
| I-15 "Ciaika"              | > 7.175     | 1935-1944                  | -                      | * |
| I-16 "Isak", "Rata"        | > 9.004     | 1935-sf. anilor 1940s      | -                      | După unele surse au fost construite cel puțin 7.364 avioane de vânătoare și 1895 avioane de antrenament Polikarpov UTI-2 și UTI-4.                                                                 |
| Suhoi                      |             |                            |                        | |
| Nume avion                 | Total       | În serviciu                | Nume NATO              | Observații |
| Su-1                       | 1           | 1940                       | -                      | numit și "I-330", prototip avion de vânătoare de mare altitudine. |
| Su-3                       | 1           | 1941                       | -                      | numit și "I-360", al doilea prototip al Su-1 cu aripă revizuită. Nu a zburat niciodată. |
| Su-5                       | 1           | 1945                       | -                      | numit și "I-107", prototip avion de vânătoare cu propulsie mixtă (elice și motor cu reacție) . |
| Su-7 (1944)                | 1           | 1944-1945                  | -                      | Interceptor de mare altitudine cu propulsie mixtă dezvoltat din avionul de atac la sol Su-6. |
| Su-7                       | < 200       | 1956-                      | Fitter-A               | Model original 'Fitter' cu aripă săgeată. |
| Su-9                       | < 1.100     | 1959-c.1970                | Fishpot-A/B            | * |
| Su-11                      | 108         | 1964-1983                  | Fishpot-C              | Este Su-9 îmbunătățit. |
| Su-15                      | < 1.500     | 1967-1992                  | Flagon                 | Variantele includ avioane de antrenament Su-15UT și Su-15UM cu două locuri. |
| Su-27                      | c.680       | 1984-                      | Flanker                | Variante includ avioane de antrenament Su-27UB cu două locuri și avioanele de export. |
| Su-30                      | 5           | 1992-                      | Flanker-F (Varianta 1) | Dezvoltarea ca interceptor al lui Su-27; original destinat a fi numit Su-27PU. |
| Su-33                      | 24          | 1994-                      | Flanker-D              | Este un Su-27 potrivit pentru portavioane; original destinat a fi numit Su-27K; cantitățile construite includ avionul de antrenament Su-33UB.                                                      |
| Su-35                      | 5-10        | 1997-                      | Flanker-E (Varianta 1) | Versiunea lui Su-33 cu bază terestră; original destinat Su-27M; 5-10 Su-35 s-au livrat; programul este neclar.                                                                                     |
| Su-37                      | -           | -                          | Flanker-E (Varianta 2) | Avion multirol cu tracțiune vectorizată, dezvoltat din Su-35 Flanker; ca avion de vânătoare până la introducerea lui PAK-FA în 2015 sau mai târziu.                                                |
| Su-47                      | -           | -                          | Firkin                 | Avion de vânătoare din generația a 5-a cu tehnologie stealth. |
| PAK-FA/T-50                | 3           | -                          | -                      | Avionul de vânătoare din generația a 5-a a Rusiei, în prezent în dezvoltare; zborul inaugural a fost în 2009, livrarea fiind planificată pentru perioada 2012-2015 (sau mai târziu).               |
| Tupolev                    |             |                            |                        | |
| Nume avion                 | Total       | În serviciu                | Nume NATO              | Observații |
| I-4                        | 369         | 1928-1933                  | -                      | Primul avion de vânătoare sovietic complet din metal; primul avion proiectat de Pavel Suhoi. |
| Tu-28/Tu-128               | 198         | 1965-1992                  | Fiddler-A/B            | Acest interceptor cu rază lungă de acțiune a fost cel mai mare avion de vânătoare din lume; Tu-128 a fost varianta finală lansată în producție; Variantele includ avionul de antrenament Tu-128UT. |
| Yakovlev                   |             |                            |                        | |
| Nume avion                 | Total       | În serviciu                | Nume NATO              | Observații |
| Yak-1                      | c.8.720     | 1940-1945                  | -                      | Variante includ avion de antrenament cu două locuri. |
| Yak-3                      | 4.848       | 1944-1945                  | -                      | Variantele includ Yak-3UTI avion de antrenament cu două locuri. |
| Yak-9                      | 16.769      | 1942-                      | Frank                  | Variantele includ Yak-9UV and Yak-9V avion de antrenament. |
| Yak-15                     | c.280       | 1947-                      | Feather                | * |
| Yak-17                     | 430         | 1948-                      | Feather                | Variantele includ Yak-17UTI 'Magnet' avion de antrenament . |
| Yak-23                     | 310         | 1949-sf. anilor 1950       | Flora                  | S-au construit numai 310, majoritatea pentru export; a fost înlocuit rapid de MiG-15. |
| Yak-25                     | 480         | 1955-1967                  | Flashlight             | * |
| Yak-28P                    | c.1.700     | 1967-începutul anilor 1980 | Firebar                | * |
| Yak-38                     | 231         | 1976-1991                  | Forger                 | avion de vânătoare VTOL (decolare pe verticală) cu bază pe portavion |

## Avioane de atac
| Avioane de atac        |               |                       |                       | |
| Iliușin                |               |                       |                       | |
| Nume avion             | Total         | În serviciu           | Nume NATO             | Observații |
| Il-2 "Șturmovik"       | 29.937        | 1941-sf. anilor 1950  | Bark                  | Cantitatea producției exclude 6.226 Il-10. |
| Il-10                  | 5.026         | 1944-1956             | Beast                 | Variantele includ avionul de antrenament Il-10U ; exclude 1.200 buc. B/CB-33 fabricate sub licență de Aero din Cehoslovacia după al Doilea Război Mondial.                                    |
| Il-40                  | 2             | -                     | Brawny                | Două prototipuri terminate în 1953; nu au intrat în producție. |
| Mikoian-Gurevici       |               |                       |                       | |
| Nume avion             | Total         | În serviciu           | Nume NATO             | Observații |
| MiG-23                 | 5.047         | 1970-1998             | Flogger               | Cantitatea include 3.630 avioane de vânătoare și avioane de antrenament MiG-23UB, dar exclud varianta MiG-27.                                                                                 |
| MiG-25BM               | c.100         | 1982?-                | Foxbat-F              | destinate eliminării apărării antiaeriene. |
| MiG-27                 | 925           | 1975-                 | Flogger-D/J           | Atac la sol dezvoltate din MiG-23. Exclude 150 asamblate/modificate în India. |
| Polikarpov             |               |                       |                       | |
| Nume avion             | Total         | În serviciu           | Nume NATO             | Observații |
| I-15 "Chaika"          | > 7.175       | 1935-1944             | -                     | * |
| I-16 "Ishak"           | > 9.004       | 1935-sf. anilor 1940s | -                     | După unele surse au fost construite cel puțin 7.364 avioane de vânătoare și 1.895 avioane de antrenament Polikarpov UTI-2 și UTI-4.                                                           |
| Suhoi                  |               |                       |                       | |
| Nume avion             | Total         | În serviciu           | Nume NATO             | Observații |
| Su-2                   | > 500         | 1940-1942             | -                     | . |
| Su-7B                  | 1.700 - 1.800 | 1961-1986             | Fitter-A              | Include și avioane de antrenament cu două locuri. Include circa 600 construite pentru export.                                                                                                 |
| Su-17 "Strizh"         | 2.867         | 1971-                 | Fitter                | Include peste 500 pentru export; Variantele includ avioane de antrenament cu două locuri tip Su-17UM-2 și Su-17UM-3.                                                                          |
| Su-24 "Chemodan"       | 1.400         | 1974-                 | Fencer                | Peste 700 Su-24 au fost produse pentru URSS, incluzând cel puțin 110 de recunoaștere. |
| Su-25 "Grach"          | >580          | 1981-                 | Frogfoot              | Peste 580 au fost produse pentru URSS în toate variantele, incluzând avioane de antrenament cu două locuri Su-25UB, Su-25UTG, și Su-25UBP; circa 80 au fost îmbunătățite la varianta Su-25SM. |
| Su-25T/Su-25TM (Su-39) | 20            | 1996-                 | Frogfoot              | Au fost construite 20 buc. Su-25T; 8 au fost îmbunătățite mai târziu la varianta Su-39TM (redenumit Su-39).                                                                                   |
| Su-30M                 | 4+            | 1996?-                | Flanker-F (Variant 2) | Dezvoltarea ca avion multirol al lui Su-27; Se crede că Rusia a construit cel puțin 4 buc. Su-30M (probabil toate ca prototipuri).                                                            |
| Su-34                  | (58)          | -                     | Fullback              | Livrările au început la sf. anului 2006, cu 58 de livrat în 2015; erau destinate pentru codurile Su-27IB și Su-32FN.                                                                          |
| Yakovlev               |               |                       |                       | |
| Nume avion             | Total         | În serviciu           | Nume NATO             | Observații |
| Yakovlev Yak-7         | 6,339         | 1942-                 | -                     | Variantele includ Yak-7U cu două locuri avion de antrenament. |
| Yakovlev Yak-38        | 231           | 1976-c.1994           | Forger                | Avion de vânătoare -bombardier naval VTOL (cu decolare pe verticală). |

## Bombardiere
| Bombardiere    |           |                             |              | |
| Archangelski   |           |                             |              | |
| Nume avion     | Total     | În serviciu                 | Nume NATO    | Observații |
| Ar-2           | -         | 1940-1941                   | -            | Perfecționarea lui Tupolev SB |
| Douglas        |           |                             |              | |
| Nume avion     | Total     | În serviciu                 | Nume NATO    | Observații |
| A-20           | 2.908     | anii 1940                   | Box          | livrat de SUA în cadrul programului lend-lease. |
| Iliușin        |           |                             |              | |
| Nume avion     | Total     | În serviciu                 | Nume NATO    | Observații |
| DB-3           | 1.528     | 1936-                       | -            | Cantitatea exclude Il-4. |
| Il-4           | 5.256     | 1941-începutul anilor 1950  | Bob          | Variantele includ avionul de antrenament cu două locuri Il-2U.                                                                                        |
| Il-28          | > 2.000   | 1950-anii 1980              | Beagle       | Cantitatea exclude versiunea de producție chineză Hong H-5.                                                                                           |
| Il-54/Il-149   | 1         | -                           | Blowlamp     | Prototip unic produs în 1955 înainte ca programul să fie oprit.                                                                                       |
| Miasișcev      |           |                             |              | |
| Nume avion     | Total     | În serviciu                 | Nume NATO    | Observații |
| M-4 "Molot"    | -         | 1955-începutul anilor 1960  | Bison        | 93 construite în toate variantele, doar câteva M-4 au intrat în serviciu; mai târziu convertite în avioane de alimentare în zbor tip Miasișcev M-4-2. |
| M-50/M-52      | 2         | 1957                        | Bounder      | Doar prototipuri. Nu s-a lansat în producție. |
| North American |           |                             |              | |
| Nume avion     | Total     | În serviciu                 | Nume NATO    | Observații |
| B-25           | 866       | anii 1940                   | Bank         | Modele de C/D/S/G/J au fost livrate de SUA în cadrul programului lend-lease.                                                                          |
| Petliakov      |           |                             |              | |
| Nume avion     | Total     | În serviciu                 | Nume NATO    | Observații |
| Pe-2 "Peschka" | 11.427    | 1941-începutul anilor 1950  | Buck         | Variantele includ versiunea de avion de antrenament Pe-2UTI.                                                                                          |
| Pe-8           | c.95      | 1941- sfârșitul anilor 1950 | -            | numit și "TB-7"; au fost produse 93 sau 96 buc., (incluzând 2 prototipuri).                                                                           |
| Tupolev        |           |                             |              | |
| Nume avion     | Total     | În serviciu                 | Nume NATO    | Observații |
| SB "Katyusha"  | 6.656     | 1936-1944                   | -            | Variantele includ câteva avioane de antrenament USB.                                                                                                  |
| TB-1           | 212       | 1929-                       | -            | * |
| TB-3           | 818       | 1930-1942                   | -            | Bombardier strategic; folosit ca a avion purtător pentru I-16.                                                                                        |
| Tu-2           | 2.527     | 1943-1950                   | Bat          | * |
| Tu-4           | 847       | 1949-anii 1960              | Bull         | Boeing B-29 Superfortress transformat. |
| Tu-12          | 4         | 1947-1950                   | -            | numit și Tu-77. Ultima variantă a lui Tu-2, primul bombardier cu reacție al URSS. Nu s-a lansat în producție.                                         |
| Tu-14          | c.100     | 1949-                       | Bosun        | Variantele includ avionul de recunoaștere Tu-14R și bombardierul torpilor cu reacție Tu-14T; majoritatea pentru marină.                               |
| Tu-16          | 1.507+    | 1954-1993                   | Badger       | * |
| Tu-22 "Shilo"  | c.250-300 | 1962-                       | Blinder      | Variantele includ avionul de antrenament Tu-22U 'Blinder-D' ; producția exclude Tu-22M 'Backfire'.                                                    |
| Tu-22M         | c.500     | 1972-                       | Backfire     | * |
| Tu-73          | 1         | 1947-1948                   | -            | Propunere de bombardier naval Tu-72 cu trei motoare. Nu s-a lansat în producție.                                                                      |
| Tu-80          | 1         | 1949                        | -            | Tu-4 modernizat. Nu s-a lansat în producție. |
| Tu-82          | 1         | -                           | Butcher      | Provizoriu ca Tu-22. Primul bombardier sovietic cu aripi săgeată; 1 prototip construit în 1949. Nu s-a lansat în producție.                           |
| Tu-85          | 2         | -                           | Barge        | Modernizarea finală a lui Tu-4; 2 prototipuri construite în 1951. Nu s-a lansat în producție.                                                         |
| Tu-91          | -         | -                           | Boot         | Bombardier prototip naval construit în perioada 1954-1956; nu s-a lansat în producție.                                                                |
| Tu-95          | > 300     | 1956-1997                   | Bear         | Variantele includ Tu-95MS 'Bear-H' (vezi mai jos) și avionul de antrenament Tu-95U.                                                                   |
| Tu-95MS        | -         | 1984-                       | Bear-H       | Bazat pe cadrul lui Tu-142. |
| Tu-98          | 2         | -                           | Backfin      | Două prototipuri produse în 1955 pentru demonstrații de tehnologie; nu s-a lansat în producție.                                                       |
| Tu-160         | 16        | 1987-                       | Blackjack    | Variantele includ Tu-160M2 |
| Tu PAK DA      | -         | 2015                        | -            | Nu se cunosc prototipuri în prezent |
| Yakovlev       |           |                             |              | |
| Nume avion     | Total     | În serviciu                 | Nume NATO    | Observații |
| Yak-2          | 111       | 1940-                       | -            | * |
| Yak-4          | 90        | 1941-1945                   | -            | Folosit inițial ca bombardier de noapte, dar redestinat ca avion de recunoaștere de mare altitudine.                                                  |
| Yak-26         | 9         | -                           | Flashlight-B | Bombardier derivat din interceptorul Yak-25. |
| Yak-28         | c.700     | 1960-c.1994                 | Brewer       | * |
| Yermolaiev     |           |                             |              | |
| Nume avion     | Total     | În serviciu                 | Nume NATO    | Observații |
| Yer-2          | c.320     | 1941-                       | -            | * |

## Avioane de recunoaștere
| Avioane de recunoaștere |           |                             |            | |
| Antonov                 |           |                             |            | |
| Nume avion              | Total     | În serviciu                 | Nume NATO  | Observații |
| An-30                   | -         | 1974-                       | Clank      | Avion de supraveghere aeriană; s-au construit doar câteva bucăți.                                                                                        |
| Iliușin                 |           |                             |            | |
| Nume avion              | Total     | În serviciu                 | Nume NATO  | Observații |
| Il-28R                  | -         | -                           | Beagle     | * |
| Mikoian-Gurevici        |           |                             |            | |
| Nume avion              | Total     | În serviciu                 | Nume NATO  | Observații |
| MiG-21R                 | -         | 1965-                       | Fishbed-H  | * |
| MiG-25R                 | -         | 1970-                       | Foxbat     | 1.190 buc. construite în toate variantele, incluzând avioanele de antrenament MiG-25PU și MiG-25RU.                                                      |
| Miasișcev               |           |                             |            | |
| Nume avion              | Total     | În serviciu                 | Nume NATO  | Observații |
| M-17/M-55 "Geofizika"   | 6+        | 1982-                       | Mystic-A/B | Dezvoltat inițial ca avion ELINT, ultimul exemplar rămas este folosit pentru cercetare meteorologică de mare altitudine; s-au construit cel puțin 6 buc. |
| Neman                   |           |                             |            | |
| Nume avion              | Total     | În serviciu                 | Nume NATO  | Observații |
| R-10                    | 490       | 1937-1943                   | -          | * |
| Polikarpov              |           |                             |            | |
| Nume avion              | Total     | În serviciu                 | Nume NATO  | Observații |
| R-1 & R-2               | 2.800+    | 1924–1934                   | -          | Reproiectat Airco DH.9A. Folosit și ca bombardier ușor.                                                                                                  |
| R-5                     | 490       | 1928-1944                   | -          | Folosit ca avion de poștă după cel de-al Doilea Război Mondial.                                                                                          |
| R-Z                     | 1.031     | 1935-1941?                  | -          | R-5 îmbunătățit. |
| Suhoi                   |           |                             |            | |
| Nume avion              | Total     | În serviciu                 | Nume NATO  | Observații |
| Su-17R "Strizh"         | -         | -                           | Fitter     | Un număr mic de avioane Su-17M au fost echipate cu echipament de recunoaștere. (Notă: Versiunea Su-20R a fost doar model de export.)                     |
| Su-24MR                 | 110+      | 1985-                       | Fencer-E   | Peste 700 Su-24 au fost produse pentru URSS, incluzând cel puțin 110 buc. de recunoaștere.                                                               |
| Tupolev                 |           |                             |            | |
| Nume avion              | Total     | În serviciu                 | Nume NATO  | Observații |
| R-6                     | > 7.000   | 1929-                       | -          | Peste 7.000 construite în toate variantele. |
| Tu-16R                  | 1.507+    | -                           | Badger-E   | * |
| Tu-22R                  | 127       | 1962-                       | Blinder-C  | * |
| Yakovlev                |           |                             |            | |
| Nume avion              | Total     | În serviciu                 | Nume NATO  | Observații |
| Yak-4                   | 90        | 1941-1945                   | -          | Se utiliza inițial ca bombardier de noapte, dar i s-a dat destinația de avion de recunoaștere de mare altitudine.                                        |
| Yak-25RV                | 165       | 1959-1974                   | Mandrake   | Variante include two unmanned versions. |
| Yak-27R                 | c.160-180 | 1960-                       | Mangrove   | * |
| Yak-28R                 | 220+      | mijl. anilor 1960-c.1992-94 | Brewer-D   | S-au construit cel puțin 220 avioane de recunoaștere. |

## Avioane de patrulare maritimă
| Avioane de patrulare maritimă |        |                      |              | |
| Antonov                       |        |                      |              | |
| Nume avion                    | Total  | În serviciu          | Nume NATO    | Observații                                                                                         |
| An-72P                        | -      | 1987-                | Coaler       | *                                                                                                  |
| Beriev                        |        |                      |              | |
| Nume avion                    | Total  | În serviciu          | Nume NATO    | Observații                                                                                         |
| Be-2/KOR-1                    | -      | 1938-1942            | Mote         | .                                                                                                  |
| Be-4/KOR-2                    | -      | 1941-                | Mug          | Hidroavion.                                                                                        |
| Be-6                          | -      | 1949-sf. anilor 1960 | Madge        | Hidroavion.                                                                                        |
| Be-10/M-10                    | -      | 1956-                | Mallow       | Hidroavion cu motor cu reacție; s-au produs doar câteva exemplare.                                 |
| Be-12/M-12 "Chaika"           | -      | 1961-                | Mail         | Pentru luptă antisubmarine/căutare și salvare amfibiu.                                             |
| Be-42/A-40 "Albatros"         | -      | 1989-                | Mermaid      | Căutare și salvare amfibiu; cel mai mare avion amfibiu din lume.                                   |
| Be-44                         | -      | -                    | Mermaid      | Luptă antisubmarine, Avion de patrulare maritimă și de plasare a minelor versiunea lui Be-42/A-40. |
| Iliușin                       |        |                      |              | |
| Nume avion                    | Total  | În serviciu          | Nume NATO    | Observații                                                                                         |
| Il-38                         | c.100  | 1971-                | May          | Examplare servesc în Marina Indiană.                                                               |
| Miasișcev                     |        |                      |              | |
| Nume avion                    | Total  | În serviciu          | Nume NATO    | Observații                                                                                         |
| 3M/3MD "Molot"                | 93     | 1956-sf. anilor 1980 | Bison-B/C    | Majoritatea au fost convertite în avioane de alimentare în zbor Miasișcev 3MS-2 și 3MN-2.          |
| Suhoi                         |        |                      |              | |
| Nume avion                    | Total  | În serviciu          | Nume NATO    | Observații                                                                                         |
| Su-24MR                       | 110+   | 1985-                | Fencer-E     | Peste 700 au fost produse pentru URSS, incluzând cel puțin 110 variante de recunoaștere.           |
| Tupolev                       |        |                      |              | |
| Nume avion                    | Total  | În serviciu          | Nume NATO    | Observații                                                                                         |
| Tu-16PL/R/RM/SP               | 1.507+ | -1994                | Badger-D/E/F | Recunoaștere maritimă, ASW, și torpiloare.                                                         |
| Tu-95MR                       | 12     | 1973?-               | Bear-E       | *                                                                                                  |
| Tu-142/Tu-142M                | -      | 1972-                | Bear-F       | ASW.                                                                                               |

## Avioane de avertizare timpurie, control și supraveghere a spațiului aerian (AWACS)
| Avioane de avertizare timpurie, control și supraveghere a spațiului aerian (AWACS) |       |                        |           |                                                                                        |
| Antonov                                                                            |       |                        |           |                                                                                        |
| Nume avion                                                                         | Total | În serviciu            | Nume NATO | Observații                                                                             |
| An-71                                                                              | 3     | 1985-1991              | Madcap    | Programul s-a oprit după dezmembrarea URSS                                             |
| Beriev                                                                             |       |                        |           |                                                                                        |
| Nume avion                                                                         | Total | În serviciu            | Nume NATO | Observații                                                                             |
| A-50 "Shmel"                                                                       | c.40  | 1986-                  | Mainstay  | AEW. Versiunea modificată a avionului Iliușin IL-76                                    |
| Iliușin                                                                            |       |                        |           |                                                                                        |
| Nume avion                                                                         | Total | În serviciu            | Nume NATO | Observații                                                                             |
| Il-18D/V                                                                           | 7+    | -                      | Coot-B    | Post de comandă și control aerian; s-au construit cel puțin 5 buc. Il-18D și 2 Il-18V. |
| Il-18D-36 "Bizon"                                                                  | 13+   | începutul anilor 1970- | Coot-B    | Airborne command post.                                                                 |
| Il-22M-11 "Zebra"                                                                  | 21+   | c.1987-                | Coot-B    | Post de comandă și control aerian.                                                     |
| Il-76VKP                                                                           | 2     | începutul anilor 1990- | -         | numit și "Il-82"; Post de comandă și control aerian.                                   |
| Il-86VKP                                                                           | 4+    | începutul anilor 1990- | Maxdome   | cunoscut și ca "Il-87 Aimak"; Post de comandă și control aerian strategic.             |
| Tupolev                                                                            |       |                        |           |                                                                                        |
| Nume avion                                                                         | Total | În serviciu            | Nume NATO | Observații                                                                             |
| Tu-126                                                                             | 8     | 1968-mijl. anilor 1980 | Moss      | 8 Tu-114 avioane de linie transformate în AEW.                                         |
| Tu-142MR                                                                           | 10+   | 1980-                  | Bear-J    | echivalent TACAMO.                                                                     |

## Avioane destinate războiului electronic
| Avioane destinate războiului electronic |       |                        |                  | |
| Antonov                                 |       |                        |                  | |
| Nume avion                              | Total | În serviciu            | Nume NATO        | Observații |
| An-12B-PP and An-12BK-IS/-PP/-PPS       | > 150 | 1964-                  | Cub-A/B/C/D      | S-au fabricat peste 150 buc..                                                                                              |
| An-26M                                  | -     | -                      | Curl             | ELINT; 1398 buc. An-26 construite în toate variantele.                                                                     |
| An-26RM/RTR/RR                          | 42+   | -                      | Curl-B           | Variante SIGINT/COMINT. |
| Iliușin                                 |       |                        |                  | |
| Nume avion                              | Total | În serviciu            | Nume NATO        | Observații |
| Il-20RT                                 | -     | 1978-                  | Coot-A           | variantă ELINT . |
| Mikoian-Gurevici                        |       |                        |                  | |
| Nume avion                              | Total | În serviciu            | Nume NATO        | Observații |
| MiG-25RB                                | -     | -                      | Foxbat           | variante ELINT ; 1190 buc. MiG-25 construite în toate variantele, incluzând avioanele de antrenament MiG-25PU și MiG-25RU. |
| Suhoi                                   |       |                        |                  | |
| Nume avion                              | Total | În serviciu            | Nume NATO        | Observații |
| Su-24MP                                 | 12-24 | începutul anilor 1980- | Fencer-F         | variantă ELINT. |
| Tupolev                                 |       |                        |                  | |
| Nume avion                              | Total | În serviciu            | Nume NATO        | Observații |
| Tu-16Ye/P/SPS and "Elka"                | -     | -1994                  | Badger-A/H/J/K/L | * |
| Tu-22P                                  | 47    | -                      | Blinder-E        | * |
| Tu-22MR                                 | 20+   | 1998?-                 | Backfire         | Cel puțin 20 buc. transformate în această variantă.                                                                        |
| Tu-95RT                                 | 45    | 1967?-                 | Bear-D           | * |
| Yakovlev                                |       |                        |                  | |
| Nume avion                              | Total | În serviciu            | Nume NATO        | Observații |
| Yak-28PP                                | 120+  | 1970-c.1992/94         | Brewer-E         | avion de bruiaj. |

## Transport și legătură
| Transport și legătură |          |             |           | |
| Antonov               |          |             |           | |
| Nume avion            | Total    | În serviciu | Nume NATO | Observații |
| An-2 "Annushka"       | -        | 1947-       | Colt      | URSS a construit peste 5.000 din acest biplan utilitar în toate variantele, cu cele produse în străinătate numărul lor se ridică la peste 17.000. |
| An-8                  | 151      | 1956-2004   | Camp      | * |
| An-10 "Ukraine"       | 108      | 1957-1972   | Cat       | Versiune de turbopropulsare de transport pasageri al transportorului An-12.                                                                       |
| An-12                 | 1.253    | 1959-       | Cub       | * |
| An-14 "Pchelka"       | c.300    | 1958-       | Clod      | De transport; majoritatea fabricate pentru Aeroflot, dar o mică cantitate s-a livrat armatei.                                                     |
| An-22 "Antei"         | 66       | 1967-       | Cock      | World's largest turboprop avion – and world's largest avion prior to introduction of the Lockheed C-5 Galaxy.                                     |
| An-24                 | c.1.465  | 1963-       | Coke      | * |
| An-26                 | 1.398    | 1969-       | Curl      | * |
| An-28                 | 191      | 1969-       | Cash      | Avion de transport dezvoltat din An-14M, fabricat sub licență în Poland de PZL-Mielec-Mielec.                                                     |
| An-30                 | 123      | -           | Clank     | Dezvoltat din An-24 și An-26 și echipat pentru cartografiere aeriană.                                                                             |
| An-32                 | 357      | 1977-       | Cline     | Un An-26 reproiectat. |
| An-70                 | -        | -           | -         | Russia și Ukraine planifică să comande 164 și 65 buc.                                                                                             |
| An-72A "Cheburashka"  | -        | 1987-       | Coaler-C  | Construite peste 180 An-72 și An-74; producția continuă.                                                                                          |
| An-74 "Cheburashka"   | -        | 1991?-      | Coaler-B  | Construite peste 180 An-72 și An-74; producția continuă.                                                                                          |
| An-124 "Ruslan"       | 56       | 1986-       | Condor    | Cel mai mare avion din lume fabricat în masă. |
| An-225 "Mriya"        | 1        | 1989-1990   | Cossack   | 1 construit (altele neterminate); cel mai mare avion operațional din lume. Exploatat comercial din 2001.                                          |
| Douglas               |          |             |           | |
| Nume avion            | Total    | În serviciu | Nume NATO | Observații |
| C-47                  | 707      | 1940s-      | Cab       | Livrat de SUA în programul lend-lease pentru a fi folosit împotriva Germaniei.                                                                    |
| Iliușin               |          |             |           | |
| Nume avion            | Total    | În serviciu | Nume NATO | Observații |
| Il-12                 | 663      | 1945-       | Coach     | Dezvoltat pentru Aeroflot, folosit și de Forțele Aeriene Militare Sovietice și de China.                                                          |
| Il-14                 | > 1.000  | 1953-       | Crate     | Versiunea îmbunătățită a Il-12. Au fost produse peste 1.000 (probabil peste 3.500).                                                               |
| Il-18                 | c.800    | 1965-       | Coot      | Aproximativ 25 au fost folosite pt. transport de VIP-uri.                                                                                         |
| Il-62M                | > 270    | 1974-       | Classic   | Au fost construite peste 270 Il-62, din care 20 folosite de armată.                                                                               |
| Il-76                 | + 900    | 1978-       | Candid    | S-au construit peste 900 buc. |
| Il-86                 | 103      | 1977-1994   | Camber    | Prima aeronavă de linie sovietic cu fuselaj larg.                                                                                                 |
| Il-96PU               | 2        | 2003-       | -         | 1 Il-96-300 și 1 Il-96M transfoemate în 2003 pentru a servi la transportul Președintelui, echivalent al "Air Force One".                          |
| Il-112VT              | -        | -           | -         | Selectat în 2003 pentru rol de transport tactic; dezvoltarea se va finaliza în 2011; s-au construit și versiuni de patrulare și supraveghere.     |
| Lisunov               |          |             |           | |
| Nume avion            | Total    | În serviciu | Nume NATO | Observații |
| Li-2                  | > 2.000  | -           | Cab       | Fabricat sub licență DC-3. |
| Polikarpov            |          |             |           | |
| Nume avion            | Total    | În serviciu | Nume NATO | Observații |
| Po-2                  | ~ 30.000 | 1929-       | Mule      | Biplan utilitar, cel mai construit biplan din toate timpurile.                                                                                    |
| Tupolev               |          |             |           | |
| Nume avion            | Total    | În serviciu | Nume NATO | Observații |
| Tu-104                | 200      | 1955-       | Camel     | Dezvoltat din bombardierul Tu-16. Unele au servit ca avioane de transport militar.                                                                |
| Tu-110                | 3        | 1957        | Cooker    | Prototip cu 4 motoare al Tu-104, nu a intrat în producție. Singurele 3 construite au servit pentru teste.                                         |
| Tu-114 "Rossiya"      | 31       | 1957-1975   | Cleat     | Bombardier strategic dezvoltat din Tu-95. Unele au servit ca avioane de transport militar.                                                        |
| Tu-124                | 165      | 1960-       | Cookpot   | Dezvoltat din Tu-104. Unele au servit ca avioane de transport militar și navigație (Tu-124Sh-1 șiSh-2).                                           |
| Tu-134                | -        | -           | Crusty    | 852 airliners delivered from 1966, with a few Tu-134BSh/UBL in military service to train Tu-22M and Tu-160 aircrews.                              |
| Tu-154                | -        | -2006       | Careless  | Peste 1.000 airliners delivered from 1972, and small numbers of Tu-154M have served as air force and naval VIP transports.                        |
| Tu-204                | 68       | 1995-       | -         | Incluzând Tupolev Tu-214. |
| Yakovlev              |          |             |           | |
| Nume avion            | Total    | În serviciu | Nume NATO | Observații |
| Yak-6                 | 381      | 1942-1950   | Crib      | Avion utilitar bimotor (folosit ca bombardier ușor de rază scurtă și transport).                                                                  |
| Yak-10                | 40(?)    | 1945-1947   | Crow      | Original destinat să fie Yak-14. |
| Yak-12                | 3.801    | 1947-       | Creek     | Dezvoltarea lui Yak-10. |
| Yak-14                | 413      | 1948-       | -         | Planor militar. |
| Yak-16                | -        | 1948-       | Cork      | Transport civil. Some also served as military avion de antrenaments and liaison avion.                                                            |
| Yak-40                | -        | 1968-       | Codling   | Peste 1,000 built, including a few dozen for the military.                                                                                        |
| Yak-42                | -        | 1980-       | Clobber   | Pentru a înlocui Tu-134. Unele au servit ca avioane de transport militar.                                                                         |

## Avioane de alimentare în zbor
| Avioane de alimentare în zbor |          |             |           |                               |
| Iliușin                       |          |             |           |                               |
| Nume avion                    | Total    | În serviciu | Nume NATO | Observații                    |
| Il-76MDK                      | -        | -           | -         |                               |
| Il-78/Il-78M                  | up to 30 | c.1989-     | Midas     |                               |
| Miasișcev                     |          |             |           |                               |
| Nume avion                    | Total    | În serviciu | Nume NATO | Observații                    |
| 3MS-2/3MN-2 "Molot"           | -        | -1994?      | Bison     |                               |
| M-4-2 "Molot"                 | -        | -1994       | Bison     |                               |
| Tupolev                       |          |             |           |                               |
| Nume avion                    | Total    | În serviciu | Nume NATO | Observații                    |
| Tu-16D/N/Z                    | -        | -1996       | Badger-A  | Peste 1,507 Tu-16 construite. |

## Avioane de antrenament
| Avioane de antrenament |          |             |           |                                                              |
| Aero                   |          |             |           |                                                              |
| Nume avion             | Total    | În serviciu | Nume NATO | Observații                                                   |
| L-29 "Delphin"         | > 2,000  | 1963-?      | Maya      |                                                              |
| L-39 "Albatros"        | -        | 1972-       | -         | *                                                            |
| Iliușin                |          |             |           |                                                              |
| Nume avion             | Total    | În serviciu | Nume NATO | Observații                                                   |
| Il-28U                 | -        | -1980       | Mascot    | *                                                            |
| Mikoian-Gurevici       |          |             |           |                                                              |
| Nume avion             | Total    | În serviciu | Nume NATO | Observații                                                   |
| MiG-15UTI              | -        | -1970       | Midget    | *                                                            |
| MiG-21U                | -        | 1962-       | Mongol    | *                                                            |
| Polikarpov             |          |             |           |                                                              |
| Nume avion             | Total    | În serviciu | Nume NATO | Observații                                                   |
| U-2                    | ~ 30,000 | 1929-       | Mule      |                                                              |
| Suhoi                  |          |             |           |                                                              |
| Nume avion             | Total    | În serviciu | Nume NATO | Observații                                                   |
| Su-7U                  | -        | -1980       | Moujik    | *                                                            |
| Su-9U                  | c.50     | 1962-1970   | Maiden    | *                                                            |
| Su-11U                 | -        | -1983       | Maiden    | *                                                            |
| Yakovlev               |          |             |           |                                                              |
| Nume avion             | Total    | În serviciu | Nume NATO | Observații                                                   |
| UT-2                   | 7.243    | 1937-1950s  | Mink      | Avion de antrenament în al Doilea Război Mondial.            |
| Yak-7U                 | 6.399    | -           | Mark      | *                                                            |
| Yak-11                 | 4.566    | 1946-1962   | Moose     | *                                                            |
| Yak-17UTI              | c.430    | -           | Magnet    | Variantele includ avionul de antrenament Yak-17UTI 'Magnet'. |
| Yak-18                 | > 9,000  | 1946-       | Max       | Peste 9.000 construite.                                      |
| Yak-28U                | -        | -c.1992/94  | Maestro   | 700 Yak-28 construite.                                       |
| Yak-30                 | 4        | -           | Magnum    |                                                              |
| Yak-52                 | c.1,800  | 1976-       | -         | *                                                            |
| Yak-130                | -        | -           | Mitten    |                                                              |

## Elicoptere
| Elicoptere             |          |                                       |           | |
| Kamov                  |          |                                       |           | |
| Nume elicopter         | Total    | În serviciu                           | Nume NATO | Observații |
| Ka-15/Ka-18            | -        | -                                     | Hen       | * |
| Ka-20                  | -        | -                                     | Harp      | * |
| Ka-22 "Vintokryl"      | -        | -                                     | Hoop      | * |
| Ka-25                  | 140      | 1966?-                                | Hormone   | |
| Ka-26                  | 816+     | 1970-                                 | Hoodlum-A | |
| Ka-226 "Sergei"        | (c.10)   | -                                     | Hoodlum-C | |
| Ka-27/Ka-29            | 267      | 1982-                                 | Helix     | 267 construite în |
| Ka-31                  | -        | ? 2003                                | Helix 'B' | |
| Ka-32                  | 170+     | 1981 (prototip) - in producție c.2006 | Helix 'C' | |
| Ka-50 "Chernaya Akula" | 8        | -                                     | Hokum-A   | |
| Ka-52                  | (12)     | -                                     | -         | |
| Mil                    |          |                                       |           | |
| Nume elicopter         | Total    | În serviciu                           | Nume NATO | Observații |
| Mi-1                   | < 1.800  | 1951-                                 | Hare      | |
| Mi-2                   | > 5.250  | 1965-                                 | Hoplite   | |
| Mi-4                   | < 3.500  | 1953-                                 | Hound     | |
| Mi-6/Mi-22             | c.860    | c.1960/61-                            | Hook      | |
| Mi-8                   | > 17,000 | 1967-                                 | Hip       | Peste 17.000 construite, incluzând Mi-17 (vezi mai jos).                                                                                                   |
| Mi-9/Mi-19             | -        | 1977-                                 | Hip-G/?   | |
| Mi-10                  | 55+      | 1963-                                 | Harke     | |
| Mi-14                  | c.75-100 | 1975-                                 | Haze      | elicopter "Amfibiu" (capabil să aterizeze pe apă). |
| Mi-17                  | > 17,000 | 1977-                                 | Hip-H     | cunoscut și ca "Mi-8M"; Peste 17,000 construite, incluzând Mi-8 (vezi mai sus).                                                                            |
| Mi-24 "Krokodil"       | > 5,200  | 1973-                                 | Hind      | Elicopter de atac. Probabil cel mai reușit elicopter de atac din tipul său. Variantele include A, D, P, V. Mil Mi-24V Hind versiunea E are codul Mil Mi-35 |
| Mi-26                  | c.300    | 1982-                                 | Halo      | Cel mai greu elicopter din lume. |
| Mi-28                  | (50)     | -                                     | Havoc     | |
| Mi-34                  | -        | -                                     | Hermit    | Înlocuiește Mi-2. |
| Mi-38                  | -        | -                                     | -         | Prototip elicopter cargo săînlocuiască Mi-6 și Mi-8/17. |
| Yakovlev               |          |                                       |           | |
| Nume avion             | Total    | În serviciu                           | Nume NATO | Observații |
| Yak-24                 | c.100    | 1952-                                 | Horse     | * |

## Avioane experimentale
| Experimental               |       |             |           |                                                                                 |
| Antonov                    |       |             |           |                                                                                 |
| Nume avion                 | Total | În serviciu | Nume NATO | Observații                                                                      |
| An-74 AEW                  | 1     | -           | Madcap    | aka "An-71"; cancelled prototip AEW variant of the 1980.                        |
| Beriev                     |       |             |           |                                                                                 |
| Nume avion                 | Total | În serviciu | Nume NATO | Observații                                                                      |
| A-60                       | 2     | -           | -         | Avion experimental pe baza Il-76MD înarmat cu laser; .                          |
| Bisnovat                   |       |             |           |                                                                                 |
| Nume avion                 | Total | În serviciu | Nume NATO | Observații                                                                      |
| Bisnovat 5                 | 2     | -           | -         | .                                                                               |
| Mikoian-Gurevici / Mikoian |       |             |           |                                                                                 |
| Nume avion                 | Total | În serviciu | Nume NATO | Observații                                                                      |
| I-270                      | 2     | -           | -         |                                                                                 |
| MiG 1.44                   | 1     | -           | Flatpack  | Avion de vânătoare de demonstrație tehnologică.                                 |
| Mil                        |       |             |           |                                                                                 |
| Nume avion                 | Total | În serviciu | Nume NATO | Observații                                                                      |
| Mi-12                      | 2     | -           | Homer     |                                                                                 |
| Miasișcev                  |       |             |           |                                                                                 |
| Nume avion                 | Total | În serviciu | Nume NATO | Observații                                                                      |
| M-50/M-52                  | 2     | -           | Bounder   |                                                                                 |
| OKB-1                      |       |             |           |                                                                                 |
| Nume avion                 | Total | În serviciu | Nume NATO | Observații                                                                      |
| EF 140                     | 1     | -           | -         |                                                                                 |
| Suhoi                      |       |             |           |                                                                                 |
| Nume avion                 | Total | În serviciu | Nume NATO | Observații                                                                      |
| Su-47 "Berkut"             | 1     | -           | Firkin    |                                                                                 |
| T-4                        | 1     | -           | -         |                                                                                 |
| Tupolev                    |       |             |           |                                                                                 |
| Nume avion                 | Total | În serviciu | Nume NATO | Observații                                                                      |
| I-12                       | 1     | -           | -         | Avion de atac cu 2 tunuri fără recul de 76 mm; Prototip unic construit în 1931. |
| Yakovlev                   |       |             |           |                                                                                 |
| Nume avion                 | Total | În serviciu | Nume NATO | Observații                                                                      |
| Yak-36                     | 4     | -           | Freehand  | .                                                                               |
| Yak-141                    | 4     | -           | Freestyle | .                                                                               |